# Meseta de Kimberley
La Meseta de Kimberley es una meseta que se encuentra en Australia Occidental en la región de Kimberley, en las proximidades al Territorio del Norte. La meseta está compuesta de rocas volcánicas, areniscas y exarrecifes fosilizados.
La meseta abarca unos 200 000 km²; su extremo norte es la costa del mar de Timor, mientras que por el sur se extiende hasta el río Fitzroy, el río Ord por su parte define su extremo por el este. Se destaca el Monte Hann, (853 m) que es el punto de mayor altura. La meseta posee extensas y recortadas costas que son bañadas por el mar de Timor dando lugar a numerosas caletas y archipiélagos que comprenden más de 2500 islas.
Las rocas proveen información geológica que se remonta hasta 1900 millones de años por rocas sedimentarias planas. Estas areniscas y cuarzitas fueron depositadas hace unos 1800 millones de años por varios sistemas fluviales que fluían en dirección norte sur por toda la zona. Estas rocas contienen cantidades considerables de flujos basálticos concordantes que son característicos del Mitchell Plateau. Posteriormente, hace unos 1790 millones de años, la región experimentó varios períodos de actividad geológica con sus deposiciones sedimentarias asociadas, y existen evidencias de períodos glaciares.
En la región se encuentran las poblaciones de Kununurra, Derby y Wyndham. 